# Unladen Swallow
Unladen Swallow је оптимизована грана CPython-а, намењена да буде потпуно компатибилна и знатно бржа. Циљала је да испуни своје задатке допуњавањем ручних виртуелних машина CPython-а са управо-на-време компајлером направљеног коришћењем LLVM.
Пројекат је имао за циљ побољшано убрзање петог фактора у односу на CPython; овај циљ није испуњен.
Пројекат је спонзорисао Гугл, и власници пројекта, Томас Војтерс, Џефри Јаскин, и Колин Винтер, су и сами радници у Гуглу, али већина сарадника на пројекту ипак нису. Unladen Swallow је одржаван на Гугл Коду.
Као и многе ствари које се тичу програмског језика Пајтон, "Unladen Swallow" је референца Монти Пајтон, специфично односећи се на брзину ваздуха неоптерећених ласти у Монти Пајтон и Свети грал.

## Достигнућа
Упркос свему, Unladen Swallow је ипак имао неке кодове који су даље имплементирани у главну имплементацију Пајтона, као што су унапређења на модулу cPickle.

## Активност пројекта
Током јула 2010., неки посматрачи су спекулисали о томе да ли је пројекат био мртав или је умирао, од трећег квартала 2009. битан догађај није био постигнут. Саобраћај на поштанској листи Unladen-а се смањио од 500 порука у јануару 2010. до мање од 10 у септембру 2010. Такође је пријављено да је Unladen изгубио Гуглово финансирање. У новембру 2010., један од главних програмера је изјавио да "Џефри и ја смо повучени да радимо на другим пројектима битнијег значаја за Гугл".
Четврти квартал 2009. програмерске гране је направљена током јануара 2010. али није било реклама на сајту. Даље, што се тиче планова на дужем путу и пројекта што је пропустио избацивање Пајтона 2.7, PEP је прихваћен, који је предложио спајање Unladen Swallow-а у специјалну py3k-jit грану званичног Пајтоновог складишта. Од јула 2010., овај рад је започет. Ово спајање је потрајало неко време, откад је Unladen Swallow оригинално базиран на Пајтону 2.6 са којим је Пајтон 3 покварио компатибилност (погледати Пајтон 3000 за више детаља). Али, PEP је затим повучен.
Током ране 2011. било је јасно да се пројекат зауставио.

## Важни догађаји
- 2009 Q1[14]
- 2009 Q2[15]
- 2009 Q3 на даље: смањење потрошње меморије, побољшање брзине[16]